# Bir Szalatin
Bir Szalatin lub Bir Szalatajn (ar. شلاتين Šalatīn, ang. Shalateen) – miasto położone na skraju Trójkąta Hala’ib (tj. terytorium spornego między Egiptem a Sudanem) w południowo-wschodniej części Egiptu nad Morzem Czerwonym (Riwiera Morza Czerwonego), ok. 550 km na południe od Hurghady, 200 km na południe od Marsa Alam.
Codziennie odbywa się tu targ wielbłądów, na którym można spotkać handlarzy egipskich i sudańskich. Ośrodek rybołówstwa. Centrum administracji lokalnej.